# Пол Мартін
Пол Едгар Філі́п Ма́ртін (англ. Paul Edgar Philippe Martin, 28 серпня 1938, Віндзор, Онтаріо) — канадський політик та бізнесмен, колишній лідер Ліберальної партії Канади та міністр фінансів, прем'єр-міністр з 12 грудня 2003 до 6 лютого 2006.